# Jiří Stöhr
Jiří Stöhr (22. června 1939 Praha – 7. ledna 2019 Praha) byl český kameraman a režisér dokumentárních filmů.

## Život
Vystudoval gymnázium v Uherském Brodě a poté FAMU v Praze. Pracoval především jako kameraman, ale okrajově také jako scenárista, režisér a herec. V letech 1963 až 1991 pracoval ve Filmovém studiu Barrandov. Jeho manželkou byla slovenská herečka Zuzana Cigánová, se kterou se seznámil během natáčení filmu Romance pro křídlovku.
V roce 1986 se účastnil v posádce Liazu startovní číslo 631 jako navigátor spolu s Jaroslavem Joklíkem a mechanikem Petrem Tylem 8. ročníku rally Paříž - Alžír - Dakar. V 9. etapě Dirkou - Agadem 10. ledna 1986 účast ukončil skok z duny - poškozený vůz s roztrženou převodovkou byl později odtažen do Bilmy, kde zůstal, Tyl a Stöhr byli se zraněním páteře transportováni vrtulníkem k ošetření v Dirkou. Joklík odjel mimo soutěž s posádkou Liazu 633, který odstoupil na stejném místě po menším skoku s nefunkčním pohonem přední nápravy. 12. ledna se k této posádce v Niamey přidali i Tyl se Stöhrem.[zdroj?]

## Expedice
Jiří Stöhr se zúčastnil dvou významných expedic. V roce 1968 byl kameramanem v Expedici Lambaréné, která vezla vozem Tatra 138 zdravotnický materiál do nemocnice Alberta Schweitzera v africkém Gabonu. Podílel se také jako spolurežisér, spoluscenárista a spoluautor komentáře na osmnáctidílném televizním seriálu Expedice Lambarene (1968), který tuto výpravu dokumentoval.
V roce 1987 se stal vedoucím Expedice Tatra kolem světa, která byla s Tatrou 815 GTC v letech 1987–1990 po 37 měsíců na cestě. Dvoudílný celovečerní dokument o této expedici ale nebyl nikdy v televizi odvysílán a nevznikl ani plánovaný 56dílný seriál.
| „                                            | Musíte přemýšlet v korálkách, každý ten korálek přitom musí mít začátek, konec a nějaký smysl. | “ |
| — Stöhrův citát o tom, jakým způsobem natáčí |                                                                                                |   |

## Filmografie (vybraná díla)
- Romance pro křídlovku (1966) – II. kameraman[3]
- Vrah skrývá tvář (1966) – II. kameraman[3]
- Expedice Lambarene (1968) – režisér, herec, kameraman, spolupráce na scénáři a komentáři[4]
- Jeden z nich je vrah (1970) – kameraman[3]
- Případ mrtvého muže (1974) – kameraman[3]
- Tři od moře (1976) – kameraman[3]
- Ten svetr si nesvlíkej (1980) – kameraman[3]
- Oči pro pláč (1983) – kameraman[3]